# Mansberk (Znojmo)
Mansberk (německy Mannsberg) je zaniklá předměstská vesnice ve Znojmě v Jihomoravském kraji. Pod názvem Znojmo Mansberk se do roku 1952 také jednalo o samostatné katastrální území.

## Historie
V roce 1779 byla založena nedaleko Znojma nová předměstská osada, která byla pojmenována Mansberk. Své jméno získala podle nejvyššího moravského podkomořího Ignáce Schröffela z Mannsberku, jenž vlastnil panské pozemky, které byly pro novou ves rozparcelovány. Vzniklá osada navazovala na Horní Předměstí a byla tvořena jednostrannou zástavbou podél cesty ze Znojma do Prahy (dnešní Pražská ulice v rozmezí křižovatek s ulicemi Příční a Legionářskou). Druhá strana cesty patřila do katastru Horního Předměstí a až do poloviny 20. století nebyla zastavěna.
Mansberk byl do roku 1867 součástí Znojma, následně byl samostatnou obcí, a ke Znojmu byl definitivně připojen v roce 1920. Za první republiky vznikly v katastru Mansberku, v okolí původní vsi, nové městské ulice s rodinnou zástavbou (ulice Bolzanova, okolí ulice Otokara Březiny). Ve druhé polovině 20. století byla původní zástavba Mansberku podél Pražské ulice zcela zbořena a nahrazena panelovým sídlištěm.
V roce 1952 byla provedena katastrální reforma Znojma a katastr Mansberku byl začleněn do katastru města.

## Obyvatelstvo
| 1869 | 1880 | 1890 | 1900 | 1910 | 1921 | 1930 | 1950 | 1961 | 1970 | 1980 | 1991 | 2001 | 2011 |
| ---- | ---- | ---- | ---- | ---- | ---- | ---- | ---- | ---- | ---- | ---- | ---- | ---- | ---- |
| 214  | 242  | 306  | 344  | 466  | —    | 977  | —    | —    | —    | —    | —    | —    | —    |